# Spaniens Grand Prix 1999
Spaniens Grand Prix 1999 var det femte av 16 lopp ingående i formel 1-VM 1999.

## Resultat
1. Mika Häkkinen, McLaren-Mercedes, 10 poäng
2. David Coulthard, McLaren-Mercedes, 6
3. Michael Schumacher, Ferrari, 4
4. Eddie Irvine, Ferrari, 3
5. Ralf Schumacher, Williams-Supertec, 2
6. Jarno Trulli, Prost-Peugeot, 1
7. Damon Hill, Jordan-Mugen Honda
8. Mika Salo, BAR-Supertec
9. Giancarlo Fisichella, Benetton-Playlife
10. Alexander Wurz, Benetton-Playlife
11. Pedro de la Rosa, Arrows
12. Toranosuke Takagi, Arrows

### Förare som bröt loppet
- Luca Badoer, Minardi-Ford (varv 50, snurrade av)
- Jacques Villeneuve, BAR-Supertec (40, växellåda)
- Pedro Diniz, Sauber-Petronas (40, transmission)
- Johnny Herbert, Stewart-Ford (40, transmission)
- Heinz-Harald Frentzen, Jordan-Mugen Honda (35, bakaxel)
- Jean Alesi, Sauber-Petronas (27, transmission)
- Alessandro Zanardi, Williams-Supertec (24, växellåda)
- Olivier Panis, Prost-Peugeot (24, växellåda)
- Marc Gené, Minardi-Ford (0, växellåda)

### Förare som diskvalificerades
- Rubens Barrichello, Stewart-Ford (varv 64)

## VM-ställning
| Förarmästerskapet 1. Michael Schumacher, Ferrari, 30 2. Mika Häkkinen, McLaren-Mercedes, 24 3. Eddie Irvine, Ferrari, 21 | Konstruktörsmästerskapet 1. Ferrari, 51 2. McLaren-Mercedes, 36 3. Jordan-Mugen Honda, 16 |